# دارکان، استرالیای غربی
دارکان (به انگلیسی: Darkan) یک شهرک در استرالیا است که در استرالیای غربی واقع شده‌است.